# Aviastar (Indonezja)
Aviastar – nieistniejąca indonezyjska linia lotnicza z siedzibą w Dżakarcie. Została założona w 2000, w 2022 zaprzestała prowadzenie działalności.